# Boreoeutheria
Clade
Les Boréoeuthériens (Boreoeutheria) sont un clade de mammifères placentaires réunissant les Euarchontoglires et les Laurasiathériens, c'est-à-dire les deux super-ordres originaires de l'hémisphère Nord (ou boréal), comprenant l'Eurasie et l'Amérique du Nord.

## Taxonomie
Le clade des Boreoeutheria a été créé en 2001 par les zoologistes Mark S. Springer (d) et Wilfried W. de Jong (d) (1942-2016) à la suite d'une analyse phylogénétique qui a fait apparaitre une origine commune des groupes de mammifères placentaires apparus dans l'hémisphère Nord. Leur dernier ancêtre commun remonterait à environ 100 millions d'années.

## Classification
L'articulation phylogénétique des deux autres super-ordres de mammifères placentaires, Xenarthra (Amérique du Sud) et Afrotheria (Afrique), demeure discutée.
| A | B | C |
| --- | --- | --- |
| - Placentalia - Atlantogenata - Afrotheria - Xenarthra - Boreoeutheria - Euarchontoglires - Laurasiatheria | - Placentalia - Xenarthra - Epitheria - Afrotheria - Boreoeutheria - Euarchontoglires - Laurasiatheria | - Placentalia - Afrotheria - Exafroplacentalia - Xenarthra - Boreoeutheria - Euarchontoglires - Laurasiatheria |

## Liste des ordres actuels
- super-ordre Euarchontoglires Murphy, 2001
  - clade Euarchonta Waddell, 1999
    - ordre Scandentia Wagner, 1855 - toupayes
    - ordre Dermoptera Illiger, 1811 - colugos
    - ordre Primates Linnaeus, 1758 - singes, lémuriens, tarsiers

  - clade Glires Linnaeus, 1758
    - ordre Rodentia Bowdich, 1821 - rongeurs
    - ordre Lagomorpha Brandt, 1855 - lapins, lièvres et pikas

- super-ordre Laurasiatheria Waddell, 1999
  - ordre Eulipotyphla Waddell, 1999 - hérissons, musaraignes, taupes
  - ordre Chiroptera Blumenbach, 1779 - chauve-souris
  - clade Ferae Linnaeus, 1758
    - ordre Carnivora Bowdich, 1821 - caniformes (canidés, ursidés, pinnipèdes …) et féliformes (félidés, hyènes, civettes …)
    - ordre Pholidota Weber, 1904 - pangolins

  - clade Euungulata Waddell, 2001
    - ordre Artiodactyla Owen, 1848 - ruminants, cétacés, suidés, camélidés
    - ordre Perissodactyla Owen, 1848 - équidés, rhinocéros, tapirs

Le clade des Boreoeutheria comprend également de nombreux ordres et familles fossiles.

## Galerie

### Euarchontoglires

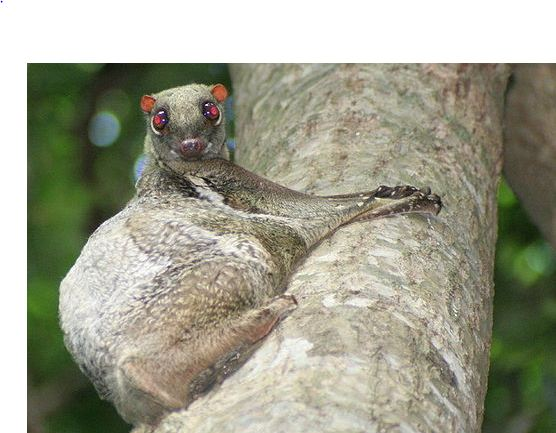
Galeopterus variegatus (Dermoptera).
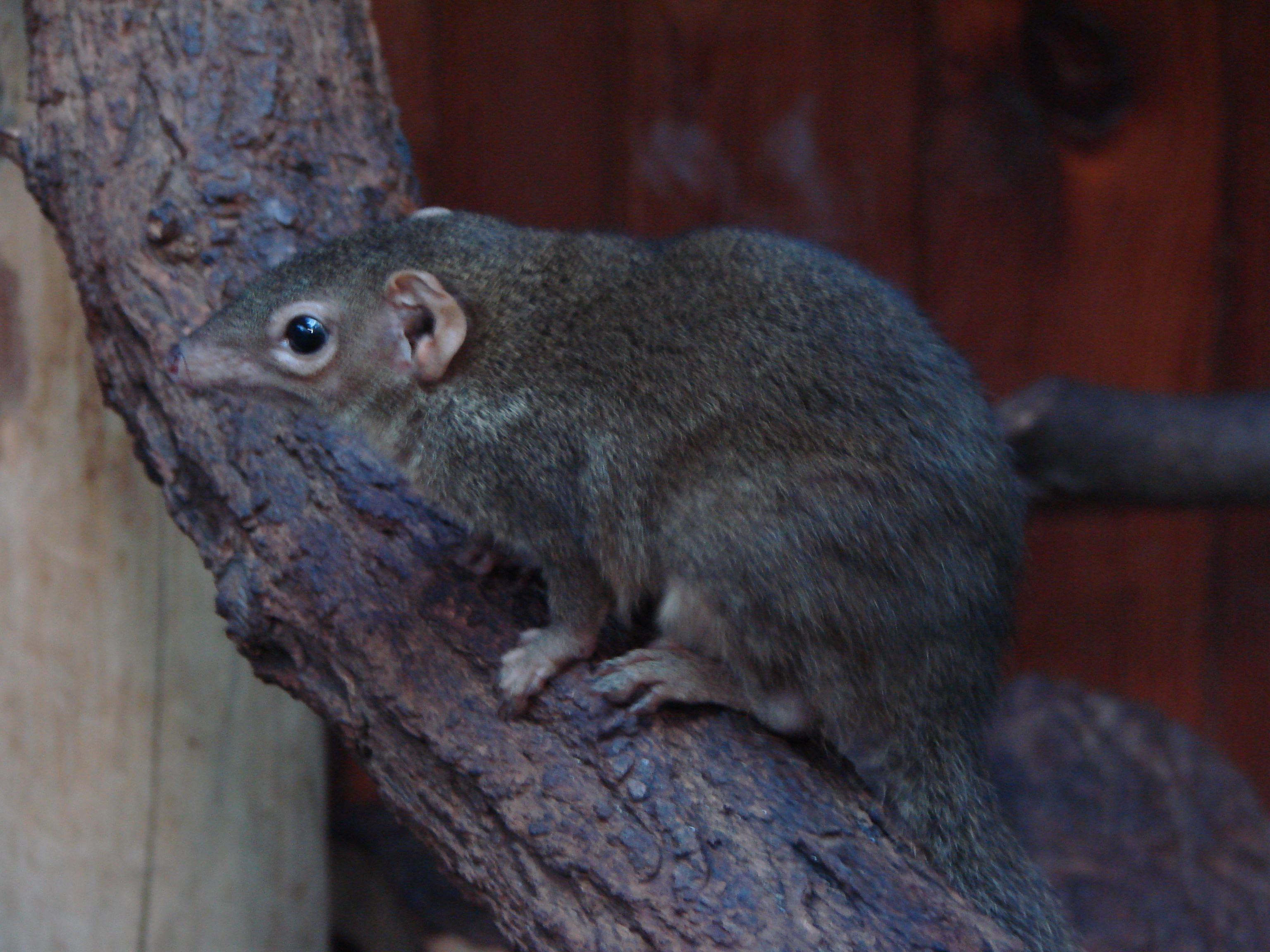
Tupaia belangeri (Scandentia).
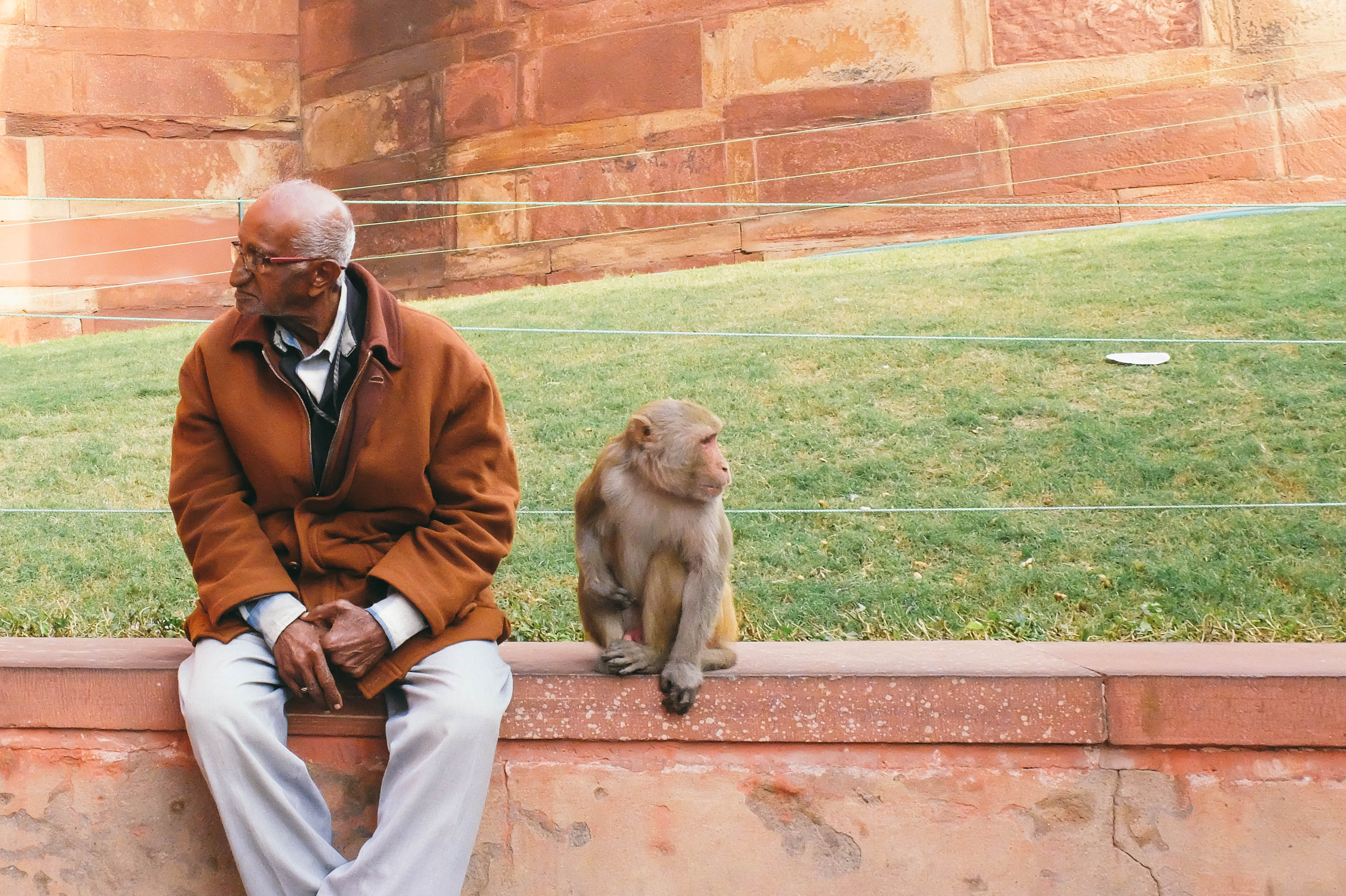
Homo sapiens et Macaca mulatta (Primates).
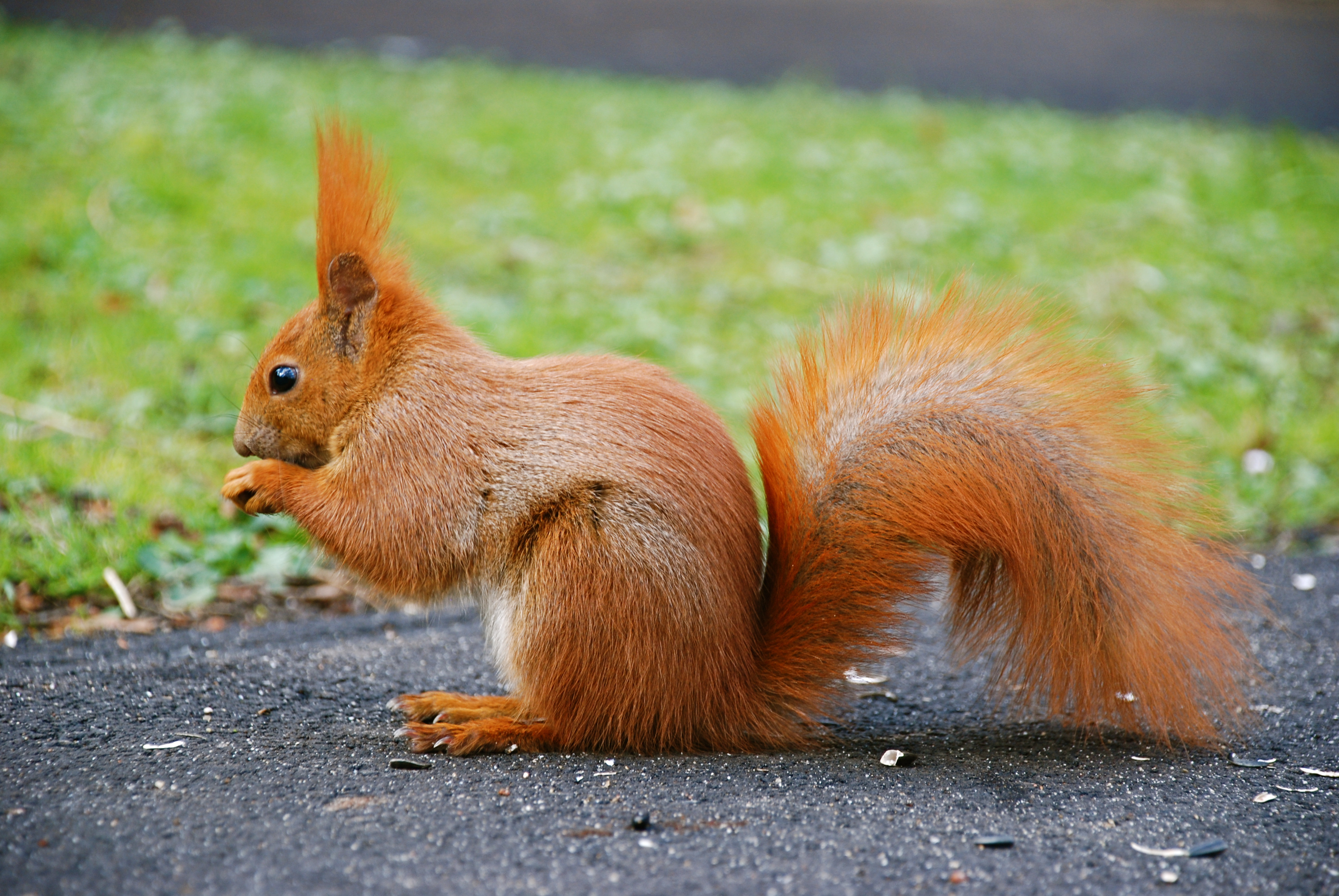
Sciurus vulgaris (Rodentia).
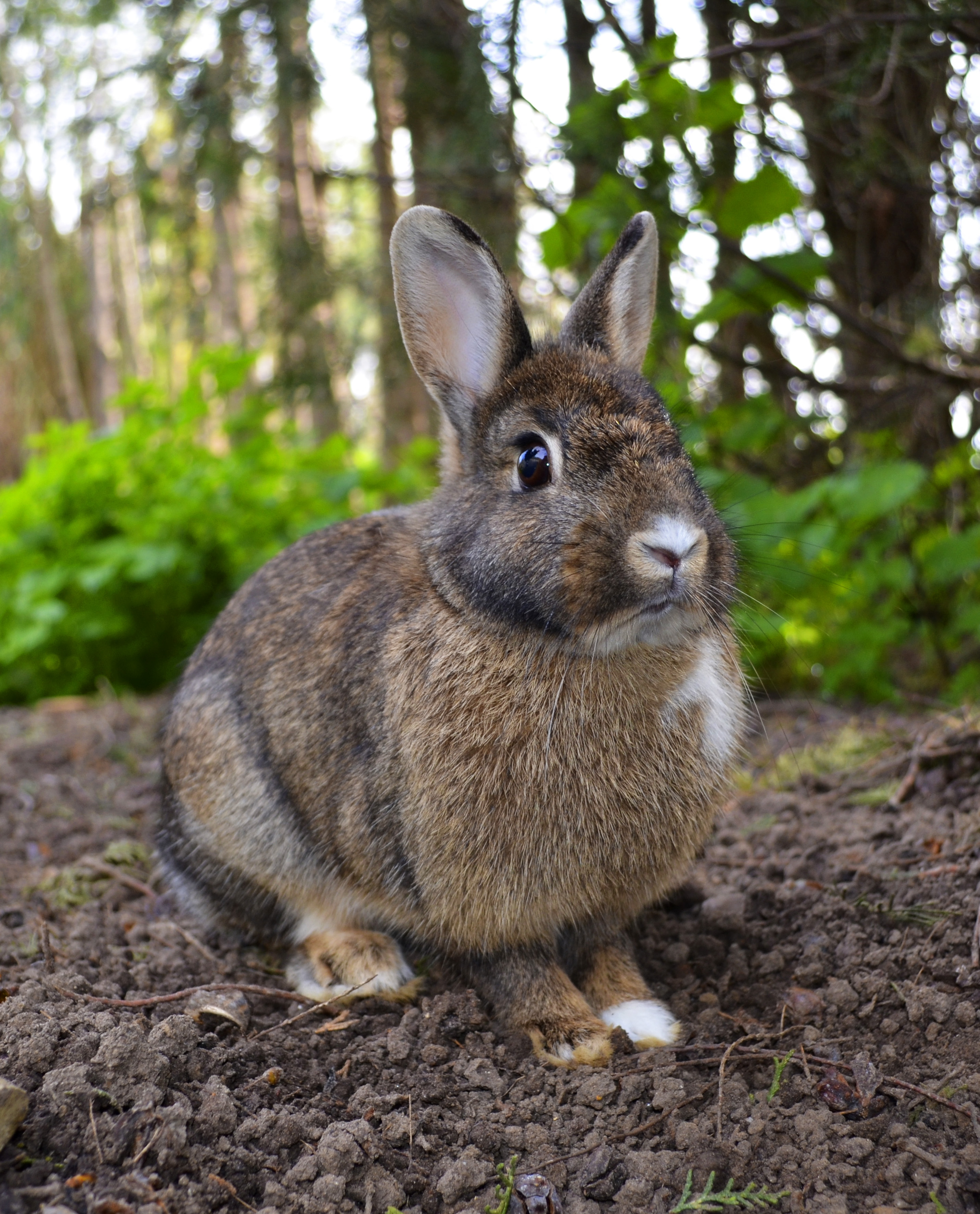
Oryctolagus cuniculus (Lagomorpha).

### Laurasiatheria

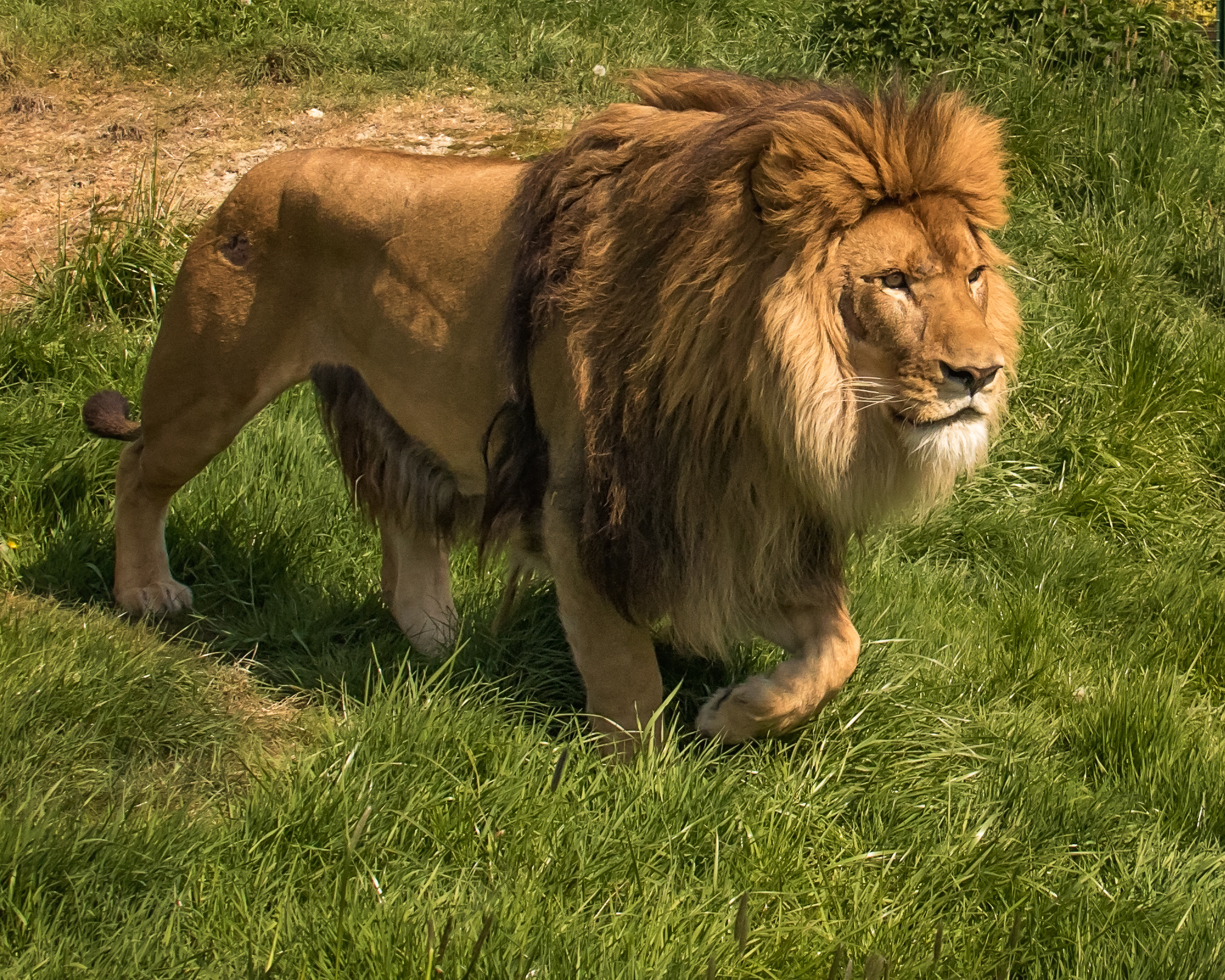
Panthera leo (Carnivora).
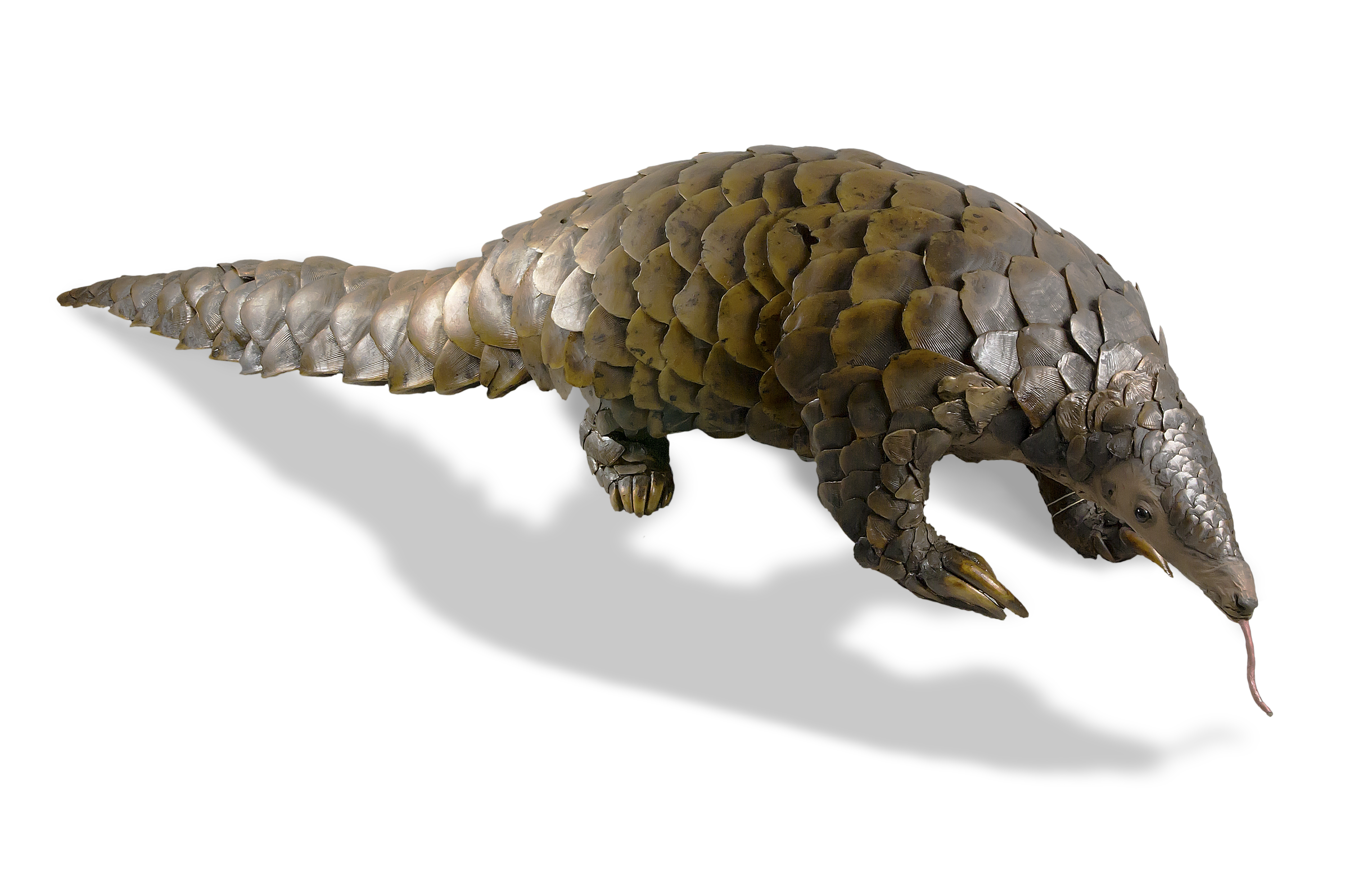
Manis temminckii (Pholidota).
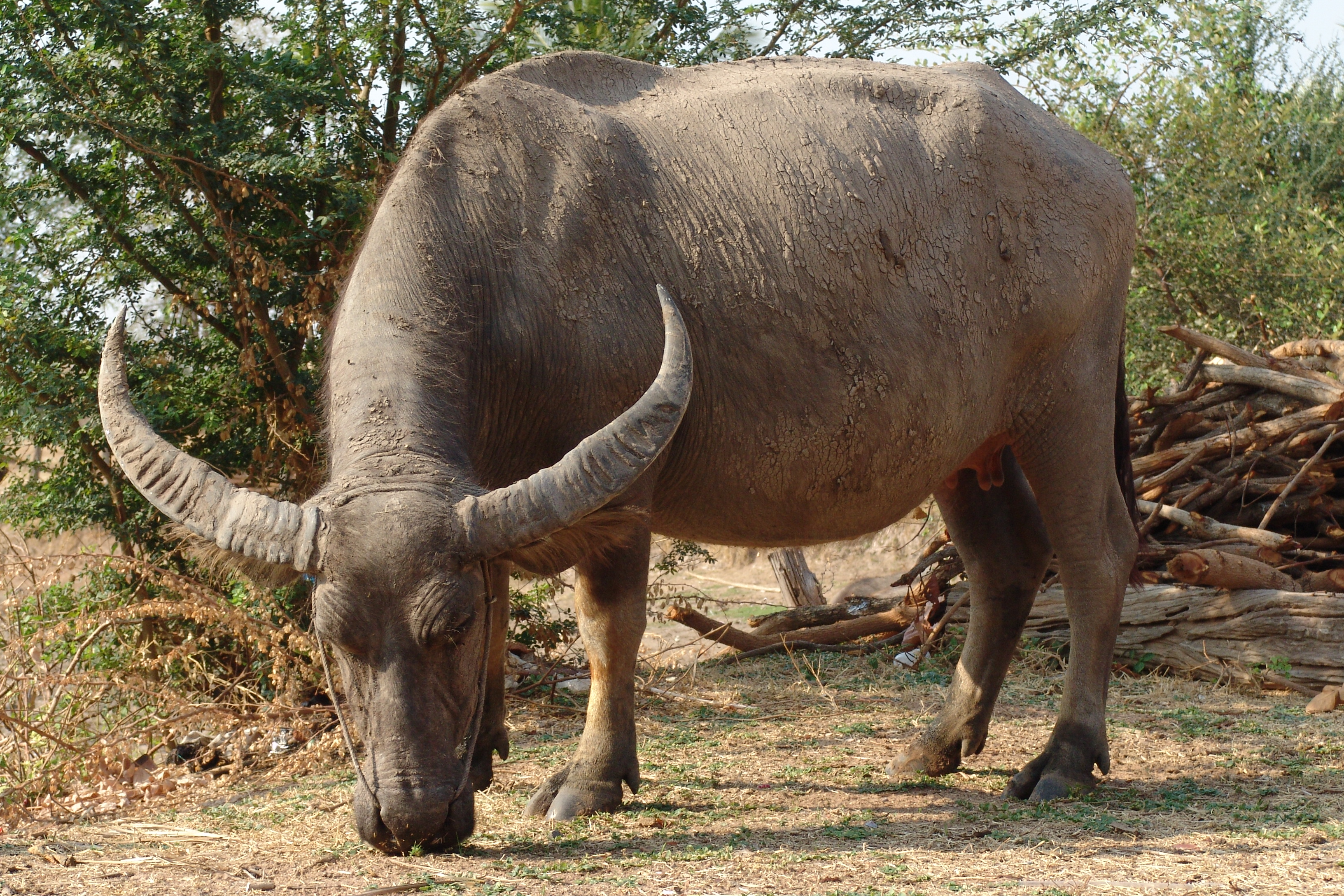
Bubalus bubalis (Artiodactyla).
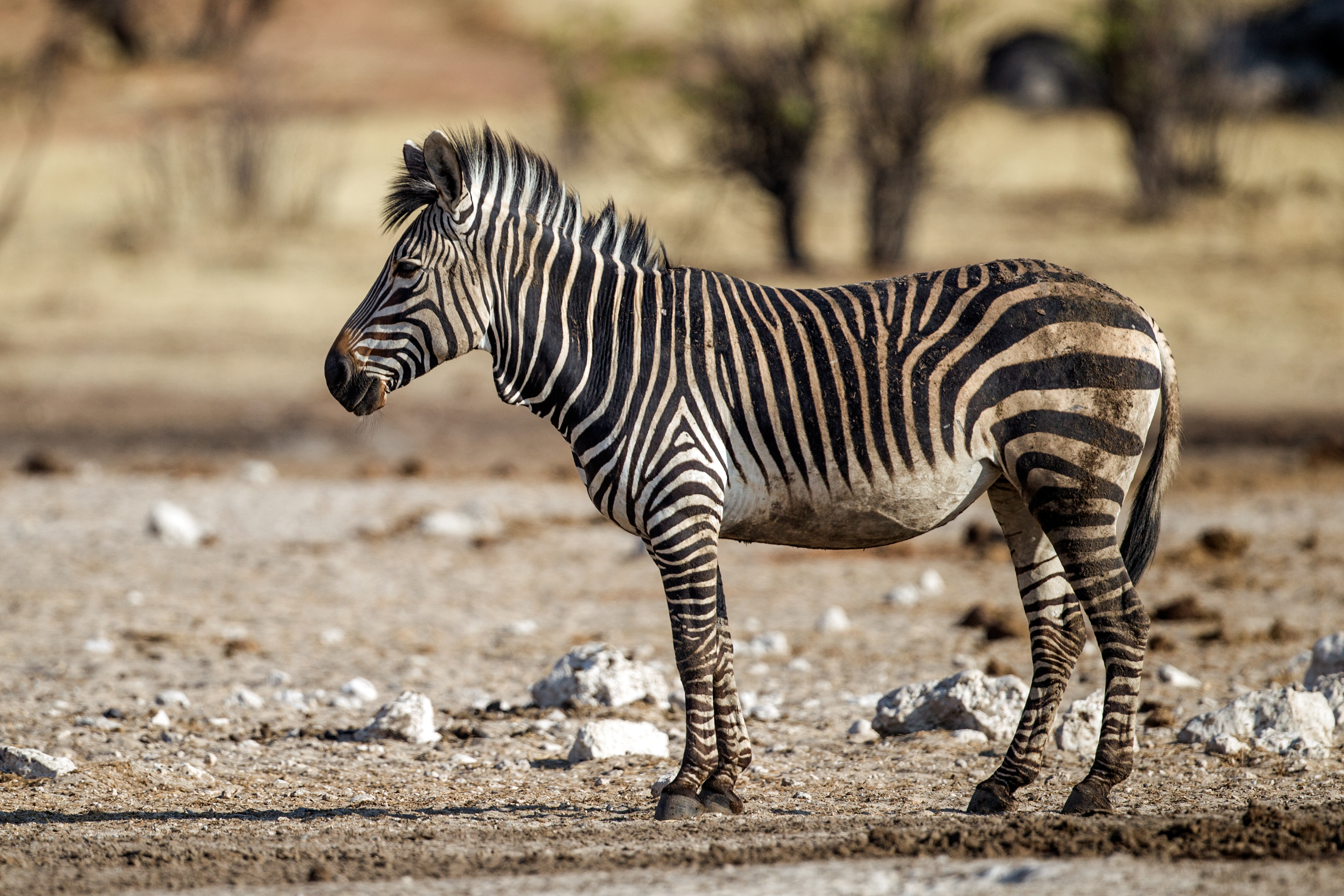
Equus zebra (Perissodactyla).
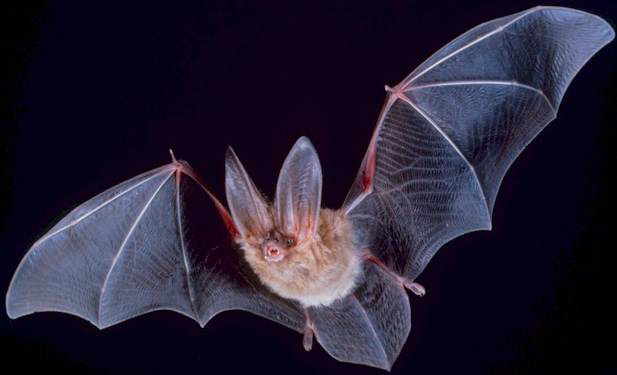
Corynorhinus townsendii (Chiroptera).
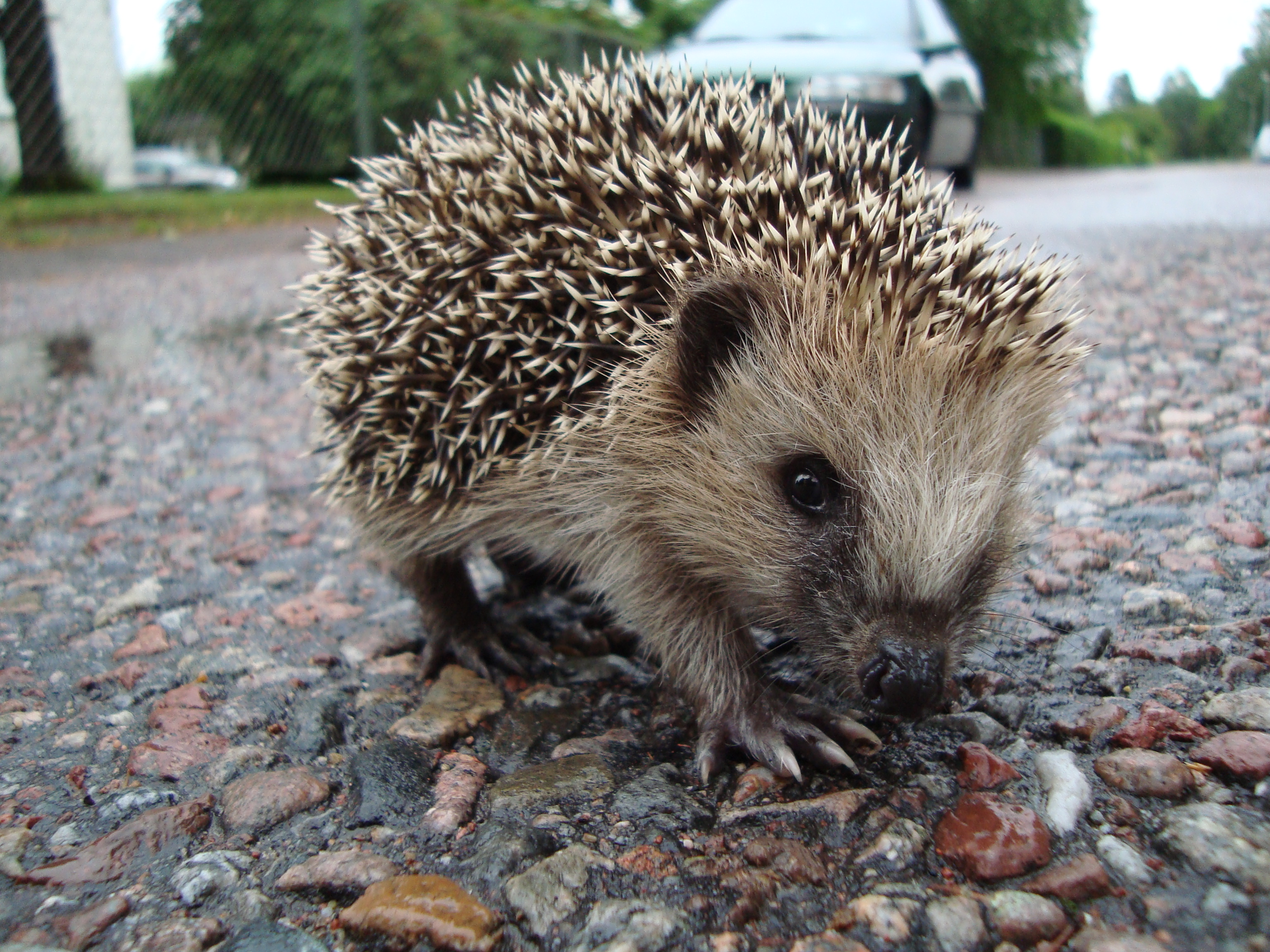
Erinaceus europaeus (Erinaceidae).
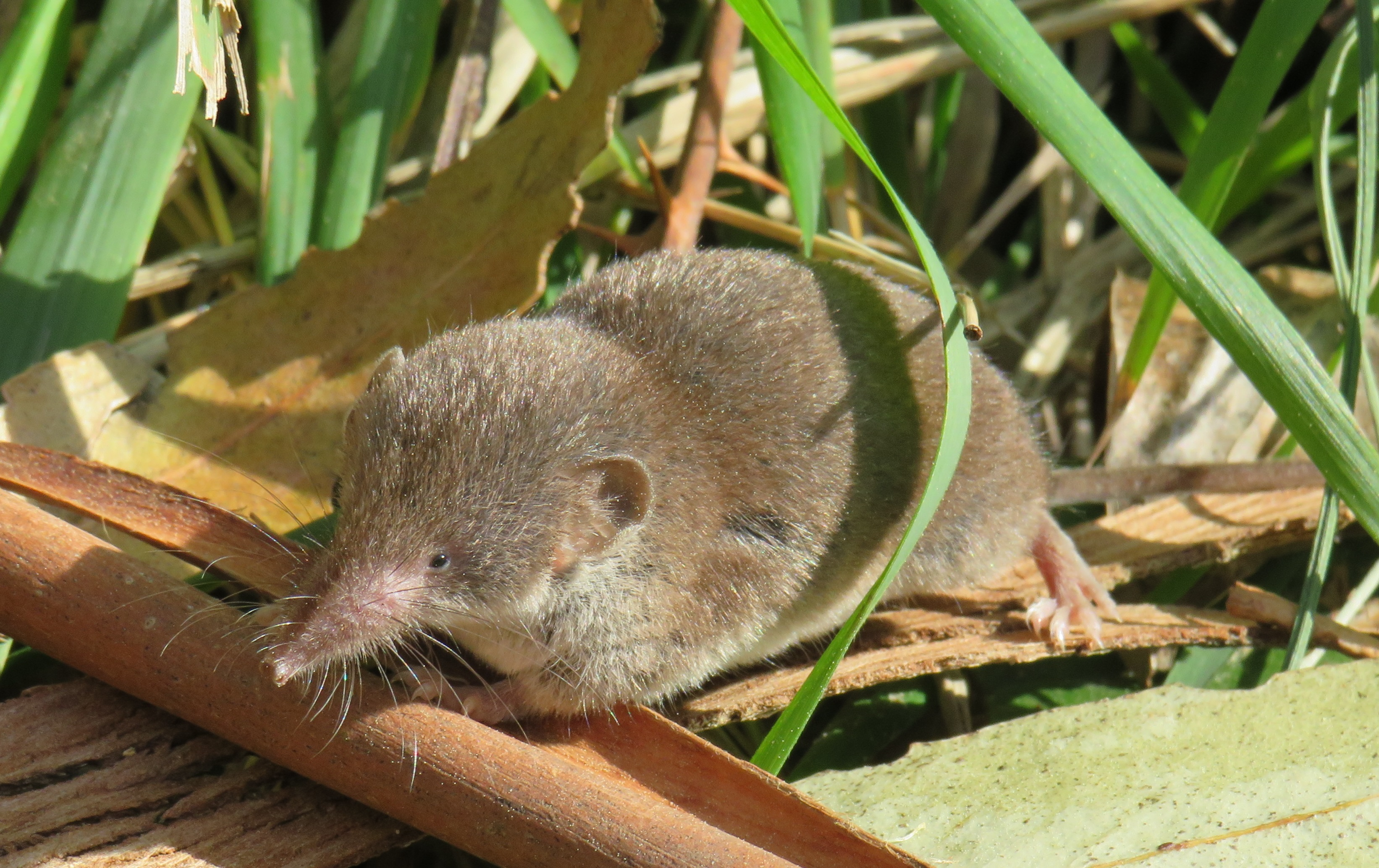
Crocidura russula (Soricidae).